# Qué absurdo es haber crecido
 Qué absurdo es haber crecido es una película de Argentina filmada en colores dirigida por Roly Santos sobre su propio guion que se estrenó el 30 de noviembre de 2000 y que tuvo como actores principales a Gustavo Garzón, Leo Maslíah, Laura Melillo y Damián Dreizik. 

## Sinopsis
A un bioquímico que enseña en la Universidad de Buenos Aires le asignan una beca para investigar en su pueblo natal, pero descubre que el proyecto es perjudicial para la gente.

## Reparto
- Gustavo Garzón …Marcos
- Leo Maslíah …Raúl
- Laura Melillo …Tamara
- Jean Pierre Reguerraz …Dr. Castembacher
- Ernesto Torchia …Dr. Encalada
- Damián Dreizik …Retardado
- Ginger Poujoulet …Paul
- Sergio Lupardo …Capataz Tilsar
- Tony Middleton …Dr. Korowsky
- Victoria de Elizalde …Tamara adolescente
- Claudio Pazos …Marcos adolescente
- Martín Kalwill …Raúl adolescente
- Omar Tovar...Director del hospital
- Andrea Sabbatella …Estudiante del primer examen
- Daniel Roch …Estudiante del segundo examen
- Luis Clausure …Veterinario
- Disi Matilla …Recepcionista del hospital
- Alberto Busaid …Cantinero viejo
- Rubén Polimeni …Cantinero joven
- Florance Peloquin …Ejecutiva francesa
- Héctor Malamud …Ejecutivo francés
- Dimetrio …Padre de Raúl
- Norberto Trivolo …Cura viejo
- Margarita Toranzo …Mamá del retardado
- Diego Rueda …Peón joven
- Víctor Schwindt …Policía
- Liana Eiras de Orbea …Madre de Tamara

## Comentarios
Guillermo Ravaschino en el sitio web cineismo.com opinó:

«Qué absurdo es haber crecido concretó una rara hazaña. La de conjugar, en el nuevo siglo, casi todos los vicios que el cine argentino visitó a lo largo de su historia –especialmente el subrayado temático y la torpeza dramática– con diálogos desopilantes y un planteo argumental que roza picos tragicómicos... no siendo una comedia sino un "thriller dramático"..»

Jorge Carnevale en Noticias dijo:

«Esto parece Tiempo de revancha, pero mal contado. La cámara va para cualquier lado y la historia también.»

Ezequiel Luka en el sitio web Filmonline.com.ar dijo que el filme padece de los:

«…pecados que el cine argentino contemporáneo (con algunas honrosas excepciones) parece no poder evitar: la voz en off explicativa, el diálogo con sabor a falso, la mediocre dirección de actores, la grosera descripción de personajes, la torpeza narrativa en cuanto al manejo de los géneros y una necesidad por “mechar” el idealismo y/o activismo político de los ’70 como sea, donde sea, para su insalvable banalización.»

Jonathan Holland en Variety Hollywood Report opinó:

"Un drama adulto inteligente, con personajes bien dibujados y mucha reflexión, el largometraje del debut de Roly Santos, “How Silly We Are to Grow Up”, fusiona un cuento de triángulos emocionales con un argumento secundario de suspenso. Las perspectivas comerciales fuera del territorio nacional son escasas, pero Roly Santos es un talento para observar".

## Festivales
La película fue seleccionada para su exhibición en los Festivales de Cine de San Sebastián, Figueira de Foz y La Habana en 2000